# CONCACAF Champions' Cup 1965
La CONCACAF Champions' Cup 1965 è stata l'edizione della massima competizione calcistica per club centronordamericana, la CONCACAF Champions' Cup. Poiché la competizione è stata completamente annullata, il campione è stato lasciato vacante.

## Nord America
La partita non si è svolta perché nessun club ha partecipato.

## America centrale

### Primo turno
| Data            | Città               |           | Ris.  |           |
| --------------- | ------------------- | --------- | ----- | --------- |
| 3 ottobre 1965  | San Miguel          | Águila    | 4 - 1 | Municipal |
| 10 ottobre 1965 | Città del Guatemala | Municipal | 1 - 2 | Águila    |

| Data            | Città       |               | Ris.  |               |
| --------------- | ----------- | ------------- | ----- | ------------- |
| 3 ottobre 1965  | Managua     | Santa Cecilia | 2 - 1 | Olimpia       |
| 10 ottobre 1965 | Tegucigalpa | Olimpia       | 3 - 0 | Santa Cecilia |

| Data            | Città    |                | Ris.  |                |
| --------------- | -------- | -------------- | ----- | -------------- |
| 17 ottobre 1965 | Panama   | Unión Española | 1 - 1 | Saprissa       |
| 5 novembre 1965 | San José | Saprissa       | 8 - 0 | Unión Española |

### Secondo turno
| Data            | Città       |         | Ris.  |         |
| --------------- | ----------- | ------- | ----- | ------- |
| 23 ottobre 1965 | San Miguel  | Águila  | 4 - 2 | Olimpia |
| 31 ottobre 1965 | Tegucigalpa | Olimpia | 1 - 0 | Uruguay |

### Terzo round
| Data          | Città        |          | Ris.  |          |
| ------------- | ------------ | -------- | ----- | -------- |
| 27 marzo 1966 | San Salvador | Águila   | 1 - 2 | Saprissa |
| 31 marzo 1966 | San José     | Saprissa | 0 - 0 | Águila   |

## Caraibi

### Primo turno

#### Gruppo A
| Data             | Città      |              | Ris.      |              |
| ---------------- | ---------- | ------------ | --------- | ------------ |
| 13 dicembre 1965 | Willemstad | Railways     | Annullato | Industriales |
| 15 dicembre 1965 | Willemstad | Aigle Noir   | Annullato | Railways     |
| 17 dicembre 1965 | Willemstad | Industriales | Annullato | Aigle Noir   |

#### Gruppo B
| Data             | Città      |           | Ris.      |           |
| ---------------- | ---------- | --------- | --------- | --------- |
| 13 dicembre 1965 | Oranjestad | Paragon   | Annullato | Transvaal |
| 15 dicembre 1965 | Oranjestad | Transvaal | Annullato | RCA       |
| 17 dicembre 1965 | Oranjestad | RCA       | Annullato | Paragon   |

### Secondo turno
| Data             | Città      |                        | Ris.      |                        |
| ---------------- | ---------- | ---------------------- | --------- | ---------------------- |
| 19 dicembre 1964 | Willemstad | Vincitore del gruppo A | Annullato | Vincitore del gruppo B |

## Finale
| Squadra 1 | Totale | Squadra 2                      | Andata | Ritorno |
| --------- | ------ | ------------------------------ | ------ | ------- |
| Saprissa  | ---    | Vincitore della zona caraibica |        |         |

Entrambe le squadre hanno lasciato il torneo per ragioni sconosciute.